# Sapindals
Les sapindals (Sapindales) són un ordre de plantes angiospermes]. L'actual sistema APG IV de classificació de les angiospermes situa aquest ordre dins del clade de les màlvides, un subclade de les ròsides, i inclou 9 famílies, amb més de 6.500 espècies agrupades en més de 470 gèneres.
Dins d'aquest ordre hi ha sobretot arbres, arbusts i plantes enfiladisses, presents especialment dins les zones tropicals i subtropicals de la Terra, moltes espècies produeixen compostos nocius i d'altres gomes i resines aromàtiques.

## Taxonomia
Aquest ordre va ser descrit per primer cop l'any 1820 a l'obra O přirozenosti Rostlin : obsahugjej gednánj o žiwobytj rostlin pro sebe a z ohledu giných žiwoků, podlé stawu nyněgss ylo znanj, pýtwn rostlin : názwoslowj audů, hospodářstwj gegich, rozssjřenj po semi a způsob rostlinář zřjditi a zacowati pels botànics Friedrich von Berchtold (1781 – 1876) i Jan Svatopluk Presl (1791 – 1849).

### Famílies
Avui dia, a la classificació del vigent sistema APG IV (2016), s'inclouen dins de l'ordre sapindals les següents famílies:
- Anacardiaceae R.Br. (1818) - Anacardiàcies
- Biebersteiniaceae Schnizl. (1856) - Biebersteiniàcies
- Burseraceae Kunth (1824) - Burseràcies
- Kirkiaceae Takht. (1967) - Kirkiàcies
- Meliaceae Juss. (1789) - Meliàcies
- Nitrariaceae Lindl. (1835) - Nitrariàcies
- Rutaceae Juss. (1789) - Rutàcies
- Sapindaceae Juss. (1789)-Sapindàcies
- Simaroubaceae DC. (1811) - Simarubàcies

Les sapindals compten amb més de 6.500 espècies distribuïdes en més de 470 gèneres, la major part de les espècies es concentren en cinc famílies, i més de la meitat en dues: les Rutàcies comprenen més 2.000 espècies, les sapindàcies prop de 2.000, les anacardiàcies més de 800, les burseràcies més de 700 i les meliàcies més de 600. De les famílies restants, les simarubàcies compten amb més de 100 espècies, les nitrariàcies 13,, les kirkiàcies 8 i les biebersteiniàcies 5.

## Usos
Les sapindals inclouen moltes espècies de gran importància econòmica, especialment com a productores de fruits, fusta o saba per a diferents preparats. Entre les espècies apreciades pels seus fruits es troben el litxi (Litchi chinensis) i rambutan (Nephelium lappaceum) entre les sapindàcies, dins les rutàcies hi ha, per exemple, tot el gènere Citrus, on hi trobem el llimoner (Citrus × limon) i el taronger (Citrus × aurantium) entre d'altres espècies molt cultivades, i dins les anacardiàcies trobem l'anacard (Anacardium occidentale), el mango (Mangifera indica), el pistatxer (Pistacia vera) o el pebrer (Piper nigrum), l'arbust productor del pebre negre. Entre les espècies productores de fusta es poden citar Swietenia mahagoni i Swietenia macrophylla (fusta de caoba) dins les meliàcies. Entres les espècies que s'aprofiten per la seva saba en trobem entre les sapindàcies l'auró del sucre (Acer saccharum), amb la seva saba es prepara el xarop d'auró, molt consumit a Amèrica del Nord; entre les anacardiàcies hi ha els arbres Toxicodendron vernicifluum i Gluta usitata dels que se n'obté laca a partir de la seva saba i el llentiscle (Pistacia lentiscus) també aprofitat per la seva saba, màstic per a gelats o xiclest, o fabricació de vernissos; i entre les burseràcies tenim Boswellia carteri, de la seva saba se n'obté l'olíban, Commiphora myrrha (mirra) i Commiphora gileadensis (bàlsam de Judea). Finalment hi ha espècies utilitzades com a arbre ornamental com el castanyer bord (Aesculus hippocastanum) entre les sapindàcies i el fals pebrer (Schinus molle) entre les anacardiàcies.

## Història taxonòmica

### Classificació APG

#### APG I
A la classificació filogenètica APG I (1998), l'ordre de les sapindals comprenia les següents famílies:
- Anacardiaceae
- Biebersteiniaceae
- Burseraceae
- Kirkiaceae
- Meliaceae
- Nitrariaceae
  - Peganaceae[a]
- Rutaceae
- Sapindaceae
- Simaroubaceae

1. ↑  Família opcional

#### APG II
A la classificació filogenètica APG II (2003), l'ordre de les sapindals comprenia les següents famílies:
- Anacardiaceae
- Biebersteiniaceae
- Burseraceae
- Kirkiaceae
- Meliaceae
- Nitrariaceae
  - Peganaceae[a]
  - Tetradiclidaceae[a]
- Rutaceae
- Sapindaceae
- Simaroubaceae

1. 1 2  Família opcional

#### APG III
A la classificació filogenètica APG III (2009), l'ordre de les sapindals comprenia les següents famílies:
- Anacardiaceae R.Br. (1818)
- Biebersteiniaceae Schnizl. (1856)
- Burseraceae Kunth (1824)
- Kirkiaceae Takht. (1967)
- Meliaceae Juss. (1789)
- Nitrariaceae Lindl. (1835) (inclou Peganaceae Tiegh. ex Takht. i Tetradiclidaceae Takht.)
- Rutaceae Juss. (1789)
- Sapindaceae Juss. (1789)
- Simaroubaceae DC. (1811)

### Classificació clàssica

#### Cronquist
A la classificació Cronquist (1981) hi havia 15 famílies:
- Aceraceae
- Akaniaceae
- Anacardiaceae
- Bretschneideraceae
- Burseraceae
- Cneoraceae
- Hippocastanaceae
- Julianiaceae
- Meliaceae
- Melianthaceae
- Rutaceae
- Sapindaceae
- Simaroubaceae
- Staphyleaceae
- Zygophyllaceae